# تبغ غربي
تبغ غربي (الاسم العلمي: Nicotiana occidentalis) ويعرف باسم التبغ الأصلي، هو عشب قصير العمر موطنه أستراليا.